# Gołąbek rdzawoszary

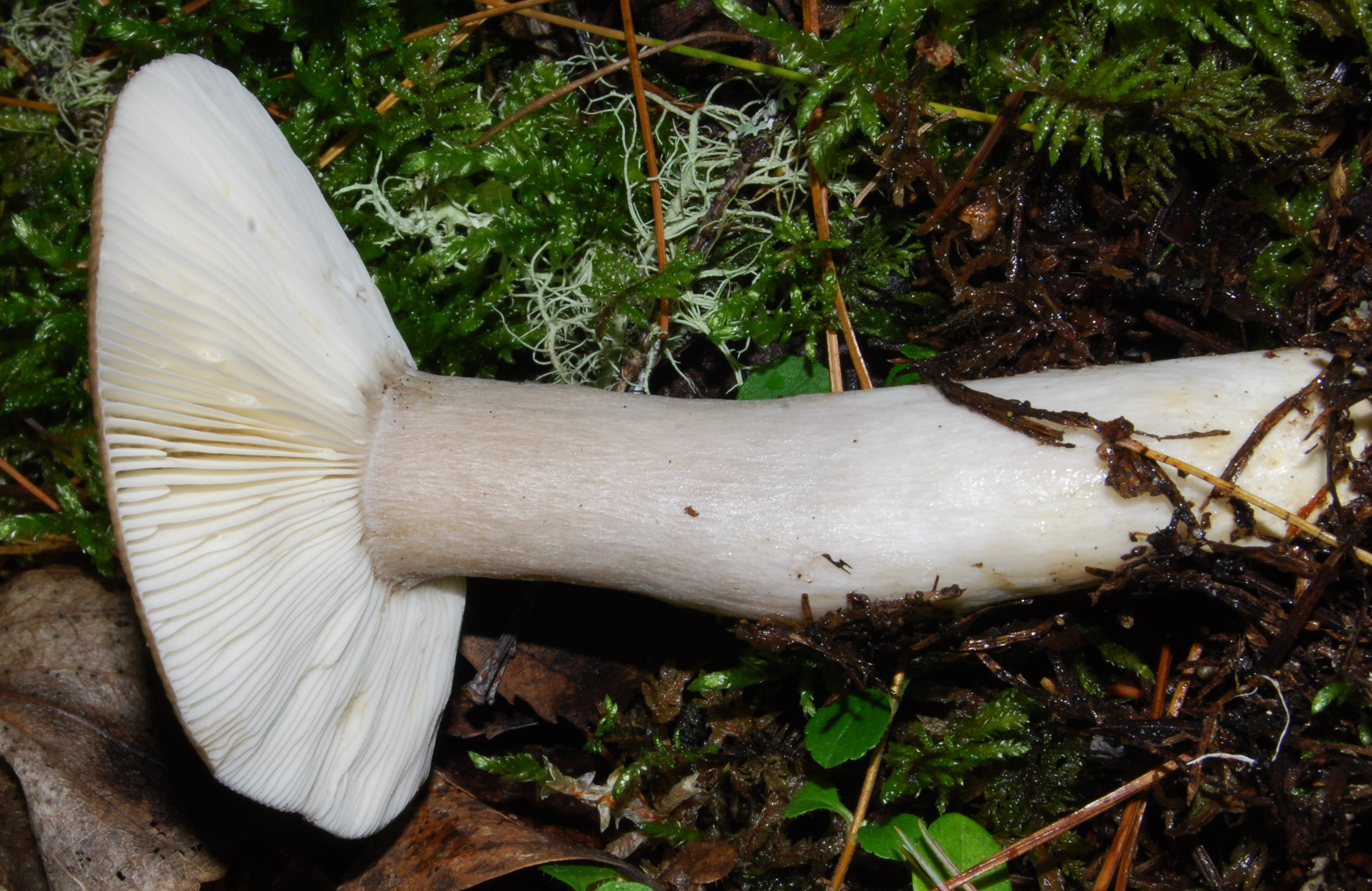

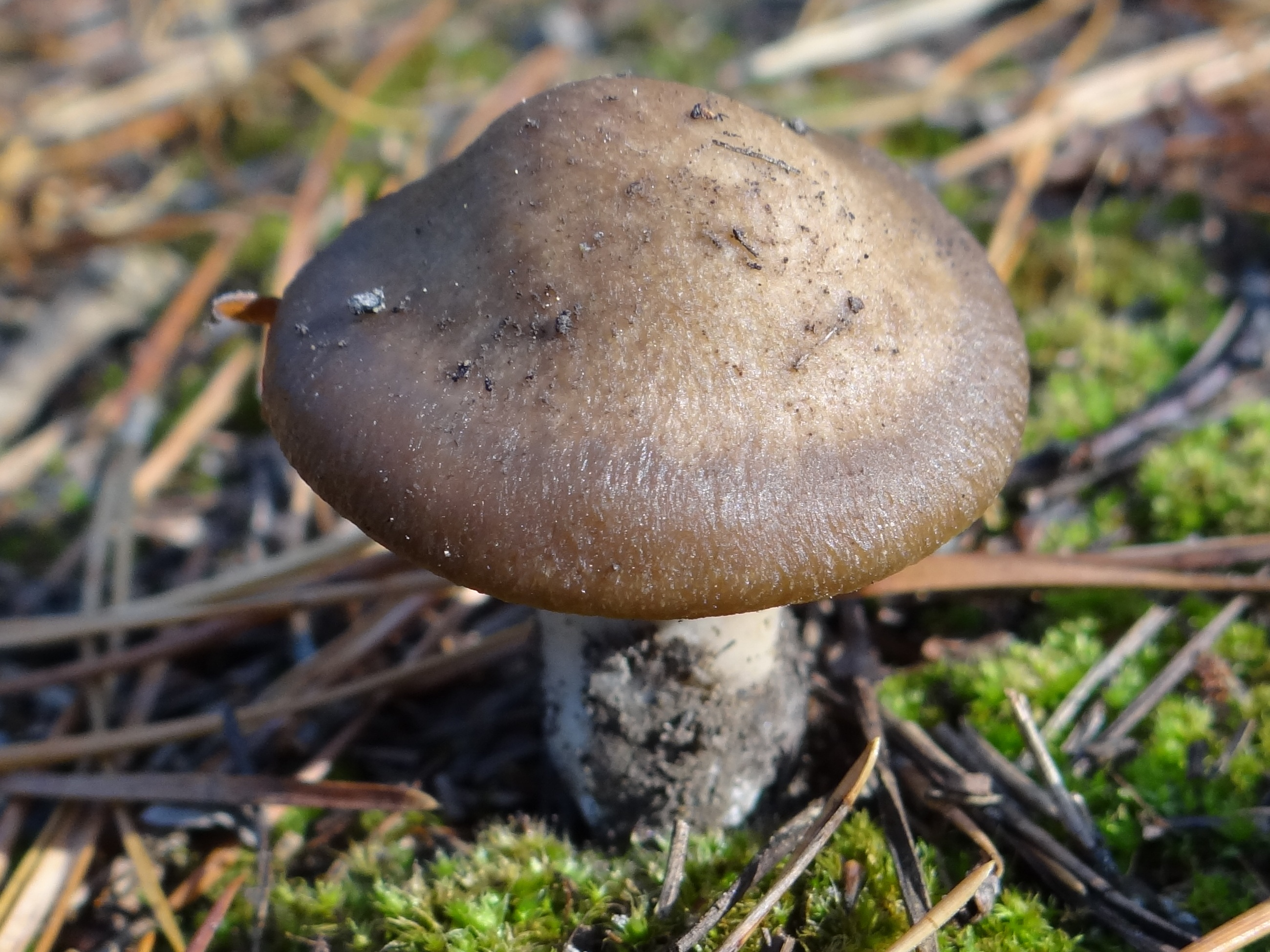

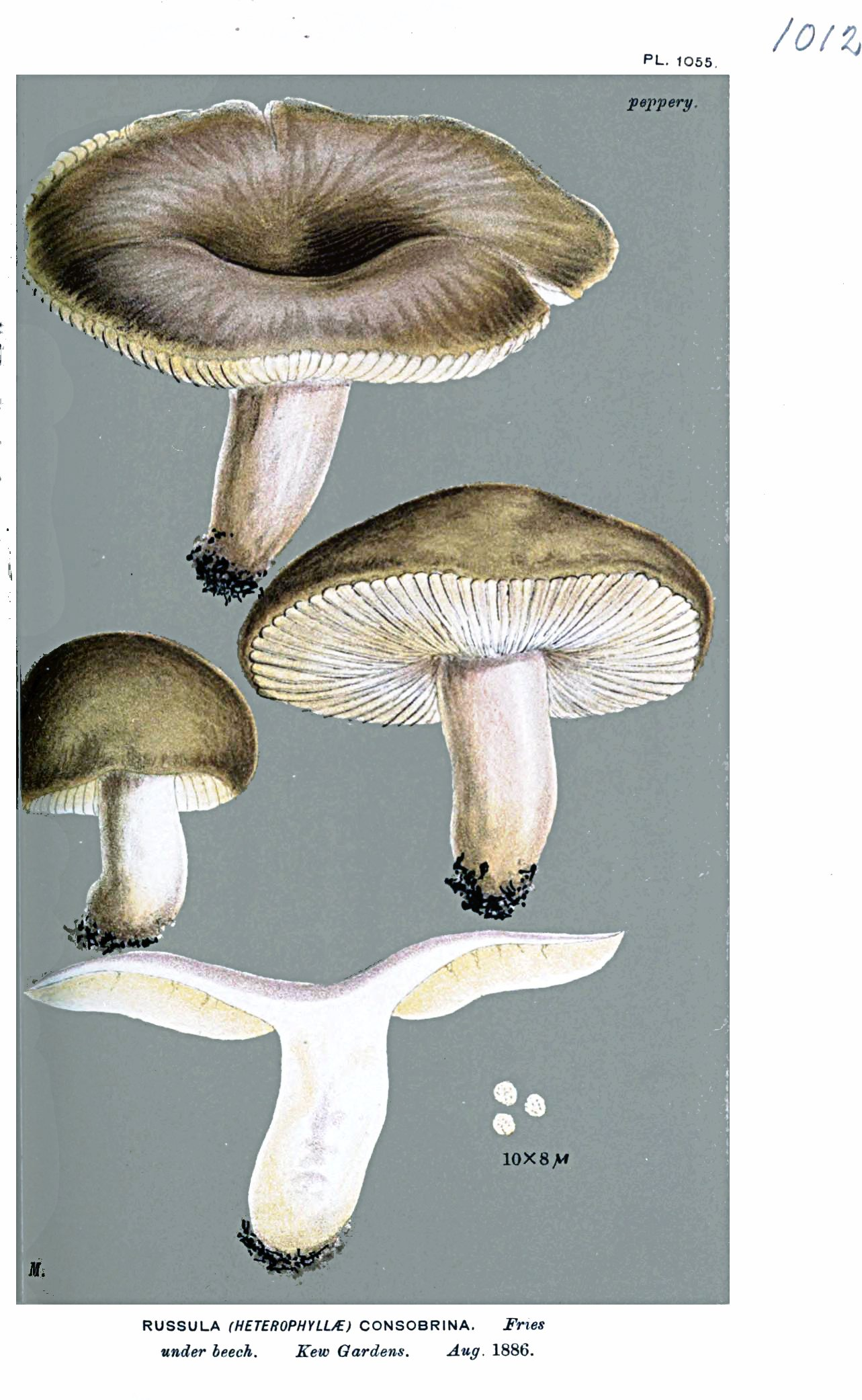

Gołąbek rdzawoszary (Russula consobrina (Fr.) Fr.) – gatunek grzybów należący do rodziny gołąbkowatych (Russulaceae).

## Systematyka i nazewnictwo
Pozycja w klasyfikacji według Index Fungorum: Russula, Russulaceae, Russulales, Incertae sedis, Agaricomycetes, Agaricomycotina, Basidiomycota, Fungi.
Po raz pierwszy opisał go w 1818 r. Elias Fries, nadając mu nazwę Agaricus consobrinus. Ten sam autor w 1838 r. przeniósł go do rodzaju Russula. Pozostałe synonimy:
- Agaricus consobrinus var. grisea Fr. 1818
- Agaricus consobrinus var. livescens Fr. 1818
- Agaricus consobrinus var. umbrinus Fr. 1818
- Russula consobrina var. rufescens Niolle & Jul. Schäff. 1938

Alina Skirgiełło w 1991 r. nadała mu polską nazwę gołąbek pokrewny, Władysław Wojewoda w 2003 r. zmienił ją na gołąbek rdzawoszary.

## Morfologia
Kapelusz
Średnica zwykle 5–10 cm, początkowo wypukły, potem z wgłębionym środkiem, na końcu lejkowaty. Brzeg gładki, tylko u starych okazów mało wyraźnie i krótko prążkowany, nigdy nie włóknisty, ostry lub tępawy, ale nigdy zaokrąglony. Powierzchnia początkowo brązowa, szarobrązowa, przy brzegu jaśniejsza, następnie piwna lub rzadziej całkowicie bladoszarawa, skórka łuskowata, szczególnie w środku, ale z przyrośniętymi łuskami, poza tym gładka i naga, dająca się oddzielić na 4/5 średnicy, lepka, szybkoschnąca.
Blaszki
Gęste lub średniej gęstości, najczęściej w pobliżu trzonu proste, z licznymi międzyblaszkami lub rozwidleniami, dość szerokie (8 mm w przypadku dużych okazów), początkowo kremowobiałe, potem bladokremowe.
Trzon
Wysokość 6,5–12,5 cm, grubość 2–3 cm (rzadko mniej), sztywny, mocny, potem staje się kruchy, pełny, potem z małymi wgłębieniami lub watowaty. Powierzchnia biała, na końcu zwykle szarawo siatkowana lub szaroplamista, często pod wpływem nacisku ulega zaczerwienieniu.
Miąższ
Początkowo sztywny, później mniej lub bardziej kruchy, biały, pod skórką szarawy, a także w trzonie starych osobników, zaczerwieniający się w miejscu rany, ale tylko wtedy, gdy ilość wody jest nieco poniżej normy. Ma zapach świeżego jabłka, smak staje się powoli do dość szybko bardzo cierpki.
Reakcje barwne
Pod działaniem FeSO4 staje się szary, w formalinie szybko zmienia kolor na czerwony, w anilinie początkowo na brązowawokarmazynowy i cielistobrązowy, potem czerwono-brązowy
Cechy mikroskopowe
Podstawki 35–50 × 8–10 µm. Bazydiospory 78,5–10-(11) x 7,5–9–(10) µm (z brodawkami!), krótkie, eliptyczne do podłużnych, brodawki o wysokości 0,4–0,8 µm, bardzo siateczkowe, ale czasami z przerywaną siecią. Cystydy wrzecionowate lub szeroko wrzecionowato-cylindryczne, osiągające wymiary 125 × 6,2–11 µm, z wyrostkami w górnej części, rzadko tępe, w sulfowanilinie w większości całkowicie niebieskie lub prawie niebieskie.
W skórce występują mniej lub bardziej wyprostowane włoski, szkliste u góry i brązowe na dole, ostre lub tępe, zazwyczaj z powiększoną podstawą (1,5–3 µm). Pomiędzy włoskami bardzo liczne dermatocystydy 33–100 × 6,5–8 µm. Wiele włosów i strzępek, niezróżnicowanych morfologicznie, ma wygląd strzępek mlecznych, w sulfowanilinie zmieniają kolor na niebieski. Na trzonie są maczugowate dermatocystydy o szerokości 5–6 µm.

## Występowanie i siedlisko
Występuje w Ameryce Północnej i Europie. W Polsce W. Wojewoda w 2003 r. przytoczył 4 stanowiska, w późniejszych latach podano następne.
Naziemny grzyb mykoryzowy. Występuje w lasach i parkach pod sosnami, świerkami i dębami, często w towarzystwie borowika szlachetnego (Boletus edulis).
Jest grzybem niejadalnym.